# Jadów (gmina)
Jadów – gmina miejsko-wiejska w województwie mazowieckim, w powiecie wołomińskim. W latach 1975–1998 gmina położona była w województwie siedleckim. Siedzibą gminy jest miasto Jadów.

Według danych z 30 czerwca 2004 gminę zamieszkiwało 7776 osób, a według spisu powszechnego z 2011 roku 7710.

## Demografia

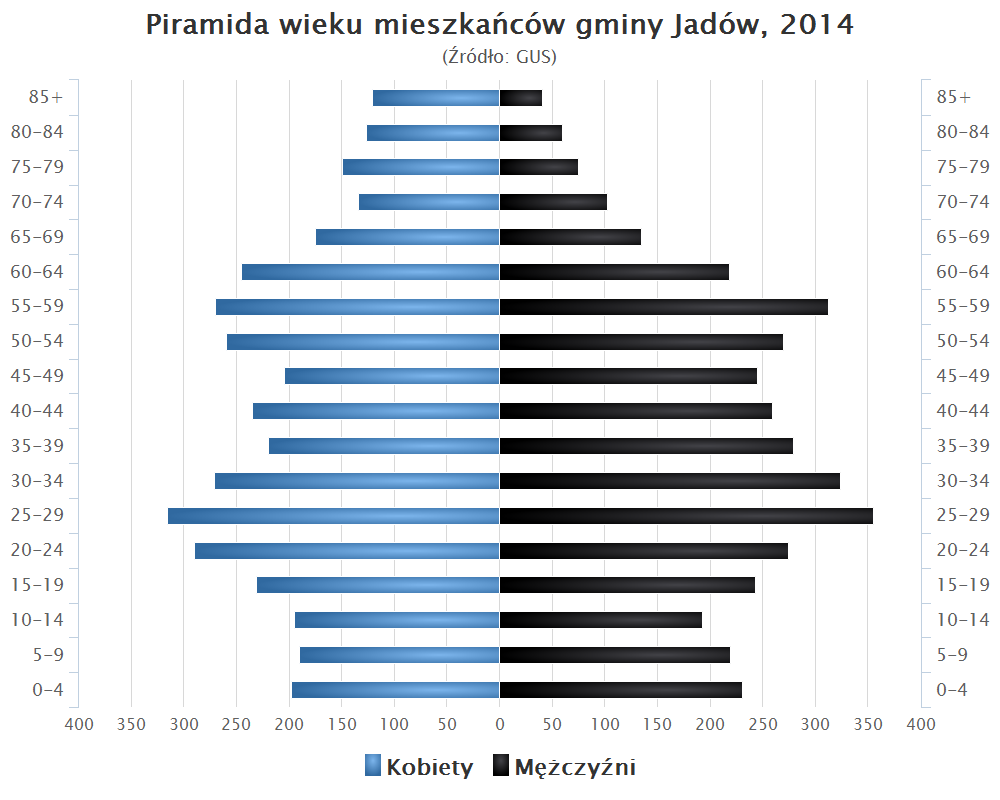
Piramida wieku mieszkańców gminy Jadów w 2014 roku

Dane z 30 czerwca 2004:
| Opis                              | Ogółem | Ogółem | Kobiety | Kobiety | Mężczyźni | Mężczyźni |
| --------------------------------- | ------ | ------ | ------- | ------- | --------- | --------- |
| Jednostka                         | osób   | %      | osób    | %       | osób      | %         |
| Populacja                         | 7776   | 100    | 3907    | 50,2    | 3869      | 49,8      |
| Gęstość zaludnienia [mieszk./km²] | 66,5   | 66,5   | 33,4    | 33,4    | 33,1      | 33,1      |

## Historia
Początki Jadowa datuje się na przełom XIV/XV wieku. W 1473 r. za panowania księcia mazowieckiego Bolesława IV erygowana została parafia Jadowska. Pierwotna nazwa osady brzmiała „Jady” i związana była z występowaniem w okolicznych lasach jadowitych węży i gadów. Z biegiem czasu nazwa ta przekształciła się w „Jadowo”, a następnie Jadów.
Dzięki położeniu na skrzyżowaniu szlaków handlowych w 1475 r. Jadów otrzymał przywilej targowy i prawo organizowania jarmarków.
Do 1660 r. Jadów i tereny przyległe należały do dóbr królewskich, stąd też i nazwa „Królewszczyzna”. Według lustracji województwa mazowieckiego z 1660 r. Jadów został starostwem niegrodowym w Ziemi Nurskiej. Pomyślny rozwój osadnictwa został gwałtownie zahamowany przez najazdy szwedzkie, które spustoszyły w znacznym stopniu te ziemie.
W 1654 roku, Jadów będący własnością królowej Marii Ludwiki, żony króla Jana Kazimierza, został oddany zakonowi sióstr wizytek z Warszawy. W 1771 r., na skutek sekularyzacji dóbr zakonnych, dobra kamienczykowskie i jadowskie zostały przekazane rządowi, który z kolei wydzierżawił je Janowi Kuczyńskiemu.
W trzy lata później, w 1774 roku Stany Rzeczypospolitej nadały dobra jadowskie w posiadanie na 30 lat generałowi Malczewskiemu. Spotkało się to ze sprzeciwem byłego dzierżawcy Jana Kuczyńskiego. Ostatecznie sprawa dotarła aż do sejmu, który zatwierdził prawa gen. Malczewskiemu.
W 1815 r. zostało utworzone Królestwo Polskie pod berłem cara Aleksandra I, które posiadało dość znaczną autonomię. Jadów znalazł się w powiecie stanisławowskim, na którego czele stał komisarz Jakub Gerlicz, zdymisjonowany oficer rosyjski.
Okres świetności Jadowa przypada na XIX w. Wtedy to został oddany w posiadanie rodzinie Zamoyskich. W 1823 r. na skutek starań hr. Stanisława Zamoyskiego Jadów otrzymał prawa miejskie. Rozwój miasteczka został przerwany po powstaniu styczniowym. Wtedy to na mocy ukazu cara Aleksandra II z 1869 r. Jadów utracił prawa miejskie.
Duży udział w podniesieniu Jadowa do rangi miasta miał ówczesny właściciel Jadowa i okolicznych dóbr hrabia Stanisław Zamoyski herbu „Jelita”. W 1821 r. został właścicielem Jadowa i dóbr do niego należących, które otrzymał od rządu w zamian za odstąpienie twierdzy Zamość. Majątek obejmował klucz jadowski, łochowski i w części sulejowski oraz kamieńczykowski.
Zamoyski widząc dogodne położenie Jadowa, możliwości jego rozwoju jako ośrodka handlowego rozpoczął starania o podniesienie osady do rangi miasta. Dzięki osobistym znajomościom i wpływom u najwyższych władz dążenia te okazały się skuteczne. 19 sierpnia 1823 r. Komisja Administracyjna Rządu Królestwa Polskiego wydała dekret podpisany przez Radcę Stanu gen. Józefa Zajączka o przyznaniu praw miejskich dla Jadowa.
Nadanie praw miejskich nie pociągnęło za sobą szybkiego procesu urbanizacyjnego i industrializacyjnego, choć Zamoyski zgodnie ze swoim planem rozbudowy i rozwoju miasta, wybudował niewielką fabrykę sukna, haftów, perkalu i papieru oraz tartak i młyn wodny. Wyroby tych zakładów nie znajdowały zbytu z powodu ogólnej nędzy panującej na wsi. Zakłady te uległy zniszczeniu w 1831 roku w czasie powstania listopadowego. Połowa miasteczka uległa w tym czasie zniszczeniu i splądrowaniu przez wojska rosyjskie. W Jadowie nigdy nie został zbudowany ratusz, do budowy którego był zobowiązany Zamoyski aktem lokacji z dnia 19 sierpnia 1823 r. W początkach 1827 roku Komisja Spraw Wewnętrznych w wyniku nacisku Komisji Miast poczęła się domagać u dziedzica Jadowa, aby ten przystąpił do realizacji ratusza w Jadowie. Zamierzenie to nie zostało jednak zrealizowane z powodu wybuchu powstania listopadowego.
W 1831 roku po śmierci Stanisława Zamoyskiego dobra jadowskie przeszły na własność jego syna Andrzeja. W 1830 roku objął w posiadanie w wyniku podziałów rodzinnych trzy klucze majątków, w tym również klucz jadowski. W historii Jadowa nowy właściciel zapisał się jako zdecydowany innowator. Wprowadził oczynszowanie w zamian za odrabianie dniówek i stosował nowe metody gospodarowania. Idąc w ślady ojca Stanisława, usiłował rozwinąć rzemiosło i przemysł w Jadowie. Za jego czasów powstają właśnie przędzalnie i gręplarnie wełny, lnu oraz niewielka fabryczka okuć metalowych. Nie miały one jednak zbyt wielkiego powodzenia i szybko upadły z powodu braku zbytu, co wynikało z silnej konkurencji fabryk warszawskich. Hrabia Zamoyski w celu pomnożenia swoich zysków, wykupił od proboszcza tzw. „prawo propinacji”, tj. produkowania i wyłącznego sprzedawania wódki. Buduje wtedy gorzelnię w Szewnicy i Łochowie, zakłada karczmy dworskie.
Jadów od chwili, kiedy został miastem, zaczął stanowić dość poważny ośrodek gospodarczy skupiający interesy mieszkańców okolicznych wsi. Cotygodniowe targi znacznie przyczyniły się do rozwoju handlu i rzemiosła. Ściągały one wielu kupujących i sprzedających z Mińska Mazowieckiego, Stanisławowa, Węgrowa, Wyszkowa i innych miejscowości. Sporo zajęcia mieli również i chałupnicy – tkacze, szewcy, krawcy, którzy znajdowali zbyt na produkowane przez siebie artykuły. Jadowskie płótna i samodziały, kilimy, wełniaki i pasiaki cieszyły się dużym powodzeniem, podobnie jak wyroby garncarskie i meble z wikliny.
Od 1830 roku do Jadowa zaczęli napływać Żydzi zwabieni możliwością prowadzenia handlu i rzemiosła. Produkcja tkacka w Jadowie opierała się głównie na wyrobach szat liturgicznych ludności żydowskiej. Pod koniec pierwszej połowy XIX wieku ludność żydowska stanowiła ok. 43,0% ogółu mieszkańców miejscowości.
W 1865 roku przystąpiono do budowy świątyni żydowskiej, która jednak nie zachowała się do dzisiejszych czasów.
13 października 1870 władze rosyjskie zniosły miasto Jadów, włączając je jako osadę do gminy Jadów
Większy rozwój miejscowości Jadów możemy odnotować pod koniec XIX wieku, kiedy to wzniesiono nowy murowany kościół oraz w okresie dwudziestolecia międzywojennego, kiedy to wzniesiono szereg budynków zarówno użyteczności publicznej, jak i mieszkalnych. Dzisiejszy układ urbanistyczny Jadowa w wielkiej mierze zachowuje historyczne rozplanowanie, tj. układ planu oraz historyczną zabudowę. W rozplanowaniu zachowały się staropolskie szlaki komunikacyjne z czasu przed lokacją miasta, jak i plac rynkowy oraz siatka ulic z czasów lokacji i okresu późniejszego. Najcenniejszym elementem układu urbanistycznego Jadowa jest plac targowy (Rynek) wraz z zabudową w pierzejach i jedyną dominantą architektoniczną Rynku, jak i całej miejscowości, obecnym, murowanym kościołem z lat 1882–1886.
Wielką wartość wykazuje zabudowa w pierzejach Rynku. Budynki dwukondygnacyjne, murowane zrealizowane w zabudowie zwartej z przejezdnymi bramami i miedzuchami posiadają charakter zdecydowanie miejski. Dorównują tak rozwiniętym miastom jak: Węgrów, Sokołów, Podlaski, Mińsk Mazowiecki, a przewyższają takie miejscowości jak: Stanisławów, Dobre.
W czasie II wojny dokonał się nowy podział ziem polskich. Hitlerowscy okupanci zachodnią część kraju wcielili do Rzeszy, a z pozostałej im reszty, utworzyli Generalne Gubernatorstwo. W jej skład weszły tereny gminy Jadów w dystrykcie warszawskim. W 1940 r. utworzono w Jadowie getto pomiędzy ulicami Polnej i Poniatowskiego. Stłoczono tam miejscową ludność żydowską oraz Żydów z innych miejscowości, m.in. z Nasielska, Pułtuska i Żuromina. W 1942 r. zlikwidowano getto w którym mieszkało ok. 2787 osób. Podczas likwidacji żandarmeria Hitlerowska stłoczyła Żydów na placu przy targowicy – zamordowano na miejscu ok. 600 osób, jak podaje w swojej książce „Czy można zapomnieć?” naoczny świadek Marian Karczewski.
Po zakończeniu działań wojennych na tych terenach, przywrócono podział administracyjny z 1939 r. Przed reformą administracyjną kraju w 1975 r. tereny gminy Jadów należały do województwa warszawskiego, powiatu wołomińskiego.
Po reformie w 1975 r. m.in. likwidującej powiaty, gmina Jadów weszła do nowo utworzonego województwa siedleckiego, aby ostatecznie trafić do województwa mazowieckiego i powiatu wołomińskiego podczas ostatniej reformy administracyjnej dzielącej Polskę ponownie na większe województwa i przywracającej powiaty.
Od 2023 gmina miejsko-wiejska.

## Charakterystyka gminy
Gmina Jadów położona jest w południowo-wschodniej części Równiny Wołomińskiej, nad rzeką Liwiec i Osownicą. Obszar ten pokryty był licznymi lasami, dlatego też możemy spotkać się z określeniem tej ziemi: Puszcza Sulejowska, Puszcza Kamieniecka lub Jadowska.
Gmina ma charakter rolniczy i graniczy z gminami rolniczymi przynależnymi do powiatów: wołomińskiego, wyszkowskiego i węgrowskiego.
- od zachodu graniczy z gminą Tłuszcz (powiat wołomiński) oraz z gminą Zabrodzie (powiat wyszkowski),
- od wschodu graniczy z miastem i gminą Łochów, gminą Korytnica (powiat węgrowski),
- od południa z gminą Strachówka (powiat wołomiński),
- od północy z gminą Wyszków (powiat wyszkowski).

Największą miejscowością w gminie jest Jadów będący siedzibą władz gminy, a także większości lokalnych instytucji. Tutaj znajduje się najwięcej placówek handlowych i usługowych oraz jednostek gospodarczych. W skład gminy wchodzi 27 sołectw. Z uwagi na stosunkowo czyste rzeki, sosnowe lasy, które zajmują ok. 28,7% gmina jest szczególnie atrakcyjna pod względem turystycznym. Powierzchnia gminy wynosi ok. 11 678 ha, przy czym struktura użytkowania przedstawia się następująco:
| Wyszczególnienie          | Powierzchnia w ha | Powierzchnia w ha | Powierzchnia w ha | Powierzchnia w ha |
| ------------------------- | ----------------- | ----------------- | ----------------- | ----------------- |
| tereny zainwestowane      | 398               | 398               | 3,4%              | 3,4%              |
| tereny rolnicze           | 7165              | 7165              | 61,3%             | 61,3%             |
| tereny lasów i zadrzewień | 3349              | 3349              | 28,7%             | 28,7%             |
| tereny komunikacji        | 418               | 418               | 3,6%              | 3,6%              |
| tereny pozostałe          | 357               | 357               | 3,0%              | 3,0%              |
| Razem                     | 11 687            | 11 687            | 100%              | 100%              |

Źródło: Strategia Rozwoju Gminy Jadów.

## Położenie
Gmina położona jest w północno-wschodniej części Równiny Wołomińskiej, nad rzekami Liwiec i Osownicą. Przez teren gminy przebiega droga nr 629 (Wyszków – Mińsk Mazowiecki) i linia kolejowa Warszawa – Białystok.
Obecnie gminna miejscowość Jadów położona jest przy drodze Warszawa – Łochów przez Wólkę Kozłowską. Odległość z Jadowa do Warszawy wynosi 58 km, do Wyszkowa n. Bugiem 20 km, do Łochowa 8 km, do Mińska Mazowieckiego 40 km, do Siedlec 72 km.

## Sołectwa gminy Jadów
Adampol, Borki, Borzymy, Dębe Małe, Dębe Duże, Dzierżanów, Iły, Jadów, Kukawki, Letnisko Nowy Jadów, Myszadła, Nowinki, Nowy Jadów, Oble, Podbale, Podmyszadła, Sitne, Starowola, Strachów, Sulejów, Szewnica, Urle, Warmiaki, Wójty, Wólka Sulejowska, Wujówka, Wyglądały, Zawiszyn.
Miejscowość bez statusu sołectwa: Wężówka.

## Warunki geograficzno-topograficzne

### Klimat
Według regionalizacji klimatycznej Polski W. Okołowicza gmina Jadów znajduje się w granicach Mazowiecko-Podlaskiego regionu klimatycznego. Charakterystykę podstawowych warunków klimatycznych podano na podstawie uśrednionych danych ze stacji IMiGW Sinołęka, Wyszków i Nur.
| Temperatura                             | 7,1 do 7,6 °C   |
| Dni z przymrozkami                      | 110 do 124      |
| Dni mroźnych                            | 42 do 46        |
| Dni bardzo mroźnych                     | 17 do 25        |
| Dni z temperaturą maksymalną pow. 25 °C | 29 do 34        |
| Średnia maksymalna temp. lipca          | 23 do 24 °C     |
| Średnia minimalna temp. stycznia        | –5,1 do –6,3 °C |
| Dni z mgłą                              | 24 do 33        |
| Zachmurzenie średnie                    | 6,3 do 6,6      |

| Dni pogodnych             | 42 do 50       |
| Dni pochmurnych           | 134 do 155     |
| Roczna suma opadów        | 552 do 607 mm  |
| Dni z deszczem            | 104 do 113     |
| Dni z burzą               | 13 do 17       |
| Dni z pokrywą śnieżną     | 62 do 69       |
| Początek pokrywy śnieżnej | 29.XI do 1.XII |
| Koniec pokrywy śnieżnej   | 25-28.III      |

### Położenie
W podziale fizycznogeograficznym kraju, teren gminy Jadów należy do podprowincji Nizin Środkowopolskich oraz mniejszej jednostki w randze makroregionu – Niziny Środkowomazowieckiej i jej mezoregionu Równiny Wołomińskiej, która graniczy przy południowo-wschodnim krańcu gminy Jadów z Wysoczyzną Kałuszyńską.
Pod względem geobotanicznym tereny gminy zaliczane są do Działu Bałtyckiego, Poddziału Pasa Wielkich Dolin, Krainy Mazowieckiej często łączonej w jedną jednostkę zwaną Krainą Mazowiecko-Podlaską.
Występują tu gleby bardzo niskourodzajne o znacznym stopniu zalesienia. Nie występują na terenie gminy bardziej wartościowe bogactwa mineralne. Pod względem klimatycznym okolica należy do dzielnicy środkowej o stosunkowo niskich opadach. Ze względu na występowanie dużych kompleksów leśnych, okolica posiada dobre warunki mikroklimatyczne, zwłaszcza w pobliżu Urli.
Teren gminy poprzecinany wieloma strumieniami, znajduje się w dorzeczu Liwca, który stanowi granicę gminy od północnego wschodu. Ogólnie określając, strumienie płyną w kierunku północnym, znajdując swe ujście w Liwcu. Największy z nich, przepływający przez Jadów nosi nazwę Osownica.
Krajobraz całego powiatu wołomińskiego jest nizinny. Powiat położony jest w środkowo-wschodniej części Niziny Mazowieckiej, wchodzącej w skład tzw. Niżu Polskiego. Północna granica powiatu opiera się o Bug i Liwiec. Wysokości terenu wahają się od ok. 85 m w części północno-zachodniej do 140 m n.p.m. w części południowo-wschodniej. Są tu liczne małe rzeczki, dopływy Bugu lub Zalewu Zegrzyńskiego, których długość rzadko sięga kilkudziesięciu kilometrów. Wszystkie one biorą jednak początek poza granicami powiatu wołomińskiego. Głównymi elementami rzeźby terenu są doliny: Bugu i takich rzek jak Liwiec, Osownica, Rządza, Cienka, Czarna i Długa. Rzeki te, wraz ze swymi licznymi dopływami oraz naturalnymi oczkami wodnymi, torfowiskami, bagnami i stawami, stanowią dość gęstą sieć wodną.
Obok dolin rzecznych, w rzeźbie terenu najwyraźniej zaznaczają się wspaniale wykształcone, wielokilometrowe ciągi wydmowe, szczególnie w dorzeczu rzeki Długiej oraz wzdłuż granicy oddzielającej Równinę Wołomińską od tarasów Doliny Wisły. We wschodniej części powiatu wołomińskiego często występują formy pochodzenia lodowcowego. Są to moreny czołowe, oraz piaszczysto żwirowe wały z okresu zlodowacenia środkowopolskiego.
Dawniej bogactwem regionu były lasy. Dziś działalność proekologiczna zmierza do otoczenia opieką i wykorzystania na cele rekreacyjne resztek dawnych puszcz: Słupeckiej, Kamienieckiej, Jadowskiej i Sulejowskiej. Są tu lasy, łąki, rozlewiska, pełne dzikich zwierząt i ptactwa. Duże tereny leśne urozmaicają wydmy. Tak przyrodniczo piękne są przede wszystkim środkowo-wschodnie tereny powiatu. Znajdujące się tu gminy mają charakter typowo rolniczy. Dzięki temu zachowało się wiele nieskażonych terenów, czystych, obfitujących w ryby wód i lasów różnorodnych gatunkowo. Przykładem są lasy gminy Klembów, tworzące rezerwat Dębina oraz torfowiskowy rezerwat. Występuje tu wiele chronionych gatunków roślin.
Wielka wołomińska równina urozmaicona jest lasami, zagajnikami i wydmami oraz przeorana leniwie płynącymi rzekami. Kiedyś jej bogactwem były lasy, dziś o tym świadczą resztki mazowieckich puszcz: Słupeckiej, Kamienieckiej, Jadowskiej i Sulejowskiej oraz wiele sędziwych drzew-pomników przyrody.
Według regionalizacji klimatycznej Polski W. Okołowicza gmina Jadów znajduje się w granicach Mazowiecko-Podlaskiego regionu klimatycznego. Warunki klimatyczne na terenie gminy nie odbiegają od przeciętnych dla regionu, lokalne odkształcenia warunków klimatycznych są niewielkie i związane są przede wszystkim z występowaniem wód powierzchniowych i podmokłości. Dolina Liwca, Osownicy, a także mniejsze doliny i obniżenia stanowią obszary inwersyjne, predysponowane do zalegania chłodnego powietrza. Taras zalewowy i starorzecza doliny Liwca to obszary o największej wilgotności.

### Flora i fauna
Mało zróżnicowana rzeźba: rozległe i płaskie, często podmokłe doliny z jednej strony oraz pokrywy piasków eolicznych z drugiej spowodowały, że – ujmując statystycznie – ok. 44,0% powierzchni gminy zajmują zbiorowiska roślinne o stosunkowo dużym potencjale biotycznym: lasy (stanowiące blisko 28,0% powierzchni gminy) oraz łąki (około 16,0%).
Pod względem siedliskowym lasów dominują bory sosnowe, zwłaszcza świeże i mieszane. Na wydmach wykształciły się bory suche. Lasy liściaste, głównie olchowe, zajmują niewielkie powierzchnie, głównie w dolinach i obniżeniach. Nad Liwcem zachowały się płaty łęgu nadrzecznego. W zagłębieniach bezodpływowych wykształciły się torfowiska wysokie. Doliny cieków użytkowane są głównie jako łąki kośne, rzadziej pastwiska. Przeważają łąki wilgotne. Równinne wyniesienia użytkowane są jako grunty orne. Flora gminy Jadów jest stosunkowo uboga. Stwierdzono występowanie ok. 400 gatunków roślin naczyniowych, z czego 11 podlegających ochronie całkowitej i 6 chronionych częściowo oraz 15 gatunków rzadkich w skali krajowej lub regionalnej. Stanowiska roślin chronionych i rzadkich występują najczęściej w zespołach, przy czym częściej występują one w zachodniej, a zwłaszcza północno-zachodniej części gminy.
Także w tych częściach gminy występują zbiorowiska leśne o względnie najbardziej naturalnym charakterze.
Pod względem fauny gmina nie wyróżnia się szczególnymi walorami. Na terenie gminy stwierdzono (Powszechna inwentaryzacja przyrodnicza) 173 gatunki kręgowców. Jest to liczba stosunkowo niska w porównaniu z innymi gminami powiatu wołomińskiego. Wpływ na taki stan ma głównie: rozproszenie powierzchni łąkowych, które nie tworzą zwartych kompleksów, a ponadto uległy – w wyniku melioracji – przesuszeniu, ubogie zasoby wód powierzchniowych i rzadka sieć hydrograficzna oraz zanieczyszczenie wód. Stanowiska gatunków chronionych i rzadkich występują kompleksowo i wiążą się głównie bądź z rozleglejszymi powierzchniami leśnymi bądź z dolinami większych cieków.
Niegdyś bogactwem równiny wołomińskiej były lasy, o czym świadczą resztki puszcz mazowieckich: Słupeckiej, Kamienieckiej, Jadowskiej i Sulejowskiej. Dziś działalność proekologiczna zmierza do otoczenia opieką i wykorzystania na cele rekreacyjne resztek dawnych puszcz.
Na terenie powiatu wołomińskiego występują liczne lasy, łąki, rozlewiska, pełne dzikich zwierząt i ptactwa. Duże tereny leśne urozmaicają wydmy. Tak przyrodniczo piękne są przede wszystkim środkowo-wschodnie tereny powiatu. Znajdujące się tu gminy mają charakter typowo rolniczy. Dzięki temu zachowało się wiele nieskażonych terenów, czystych, obfitujących w ryby wód i lasów różnorodnych gatunkowo. Występuje tu wiele chronionych gatunków roślin oraz wiele sędziwych drzew-pomników przyrody.

## Transport

### Sieć dróg i położenie
Gminna miejscowość Jadów położona jest przy drodze Warszawa – Łochów przez Wólkę Kozłowską. Odległość z Jadowa do Warszawy wynosi 58 km, do Wyszkowa n. Bugiem 20 km, do Łochowa 8 km, do Mińska Mazowieckiego 40 km, do Siedlec 72 km. Gmina zajmuje ważną pozycję w układzie sieci drogowych, przez środek gminy przebiega droga wojewódzka nr 636 realizująca powiązania z drogą krajową nr 8 relacji Warszawa – Białystok i nr 50 relacji Ostrów Mazowiecka – Łochów – Mińsk Mazowiecki – Góra Kalwaria – Wyszogród – Ciechanów. Gmina posiada również dobrą komunikację kolejową dzięki przebiegającej przez jej teren linii kolejowej Warszawa – Białystok z przystankami kolejowymi we wsiach Szewnica i Urle.
Układ drogowy w gminie Jadów tworzy sieć dróg publicznych, która służy do powiązań regionalnych i lokalnych, obsługując bezpośrednio istniejące zainwestowanie terenu. Podstawowy układ drogowy tworzą:

#### Drogi krajowe i wojewódzkie
- Droga krajowa nr 50 – relacji Ciechanów – Płońsk – Wyszogród – Ruszki – Sochaczew – Mszczonów – Grójec – Góra Kalwaria – Kołbiel – Minsk Mazowiecki – Łochów – Ostrów Mazowiecka, o znaczeniu tranzytowym. Długość drogi w granicach gminy wynosi ok. 6,5 km, droga prowadzi komunikację autobusową.
- Droga wojewódzka nr 636 relacji Wola Rasztowska – Wólka Kozłowska – Jadów – Zawiszyn, o znaczeniu regionalnym, łączącą drogę krajową nr 8 z drogą krajową nr 50. Długość drogi na terenie gminy Jadów wynosi 10,80 km.

#### Drogi powiatowe
- Droga powiatowa nr 36 201 Granica pow. – Puste Łąki – Urle – Jadów. Długość drogi na terenie gminy Jadów wynosi 10,1 km
- Droga powiatowa nr 36 202 Urle – Kukawki – Strachów. Długość drogi na terenie gminy Jadów wynosi 6,8 km
- Droga powiatowa nr 36 203 Nowinki – Szewnica – Urle. Długość drogi na terenie gminy Jadów wynosi 7,3 km
- Droga powiatowa nr 36 204 Jadów – Dębe. Długość drogi na terenie gminy Jadów wynosi 3,65 km
- Droga powiatowa nr 36 205 Urle – Starowola – Podłęże. Długość drogi na terenie gminy Jadów wynosi 8,7 km
- Droga powiatowa nr 36 206 Jadów – Myszadła – Jaczew – granica powiatu. Długość drogi na terenie gminy Jadów wynosi 7,0 km
- Droga powiatowa nr 36 206 Jadów – Myszadła – Jaczew – granica powiatu. Długość drogi na terenie gminy Jadów wynosi 3,19 km
- Droga powiatowa nr 36 215 Jadów – Borki. Długość drogi na terenie gminy Jadów wynosi 1,8 km
- Droga powiatowa nr 36 216 Chrzęsne – Sulejów – Wujówka. Długość drogi na terenie gminy Jadów wynosi 6,225 km
- Droga powiatowa nr 36 217 Sulejów – Jadów – do drogi 636. Długość drogi na terenie gminy Jadów wynosi 8,133 km

#### Drogi gminne
| Wykaz dróg gminnych | Wykaz dróg gminnych | Wykaz dróg gminnych | Wykaz dróg gminnych | Wykaz dróg gminnych |
| Nr drogi            | Relacja drogi | długość drogi w km  | W tym o nawierzchni | W tym o nawierzchni |
| Nr drogi            | Relacja drogi | długość drogi w km  | asfaltowej          | gruntowej           |
| ------------------- | --- | ------------------- | ------------------- | ------------------- |
| 36 001              | 0 – Jadów droga woj. 636 Wyglądały (Dzierżanów) – 3,855 Wujówka droga gminna nr 011                                                                                                 | 3,855               | 0                   | 3,855               |
| 36 002              | 0 – Wyglądały (Dzierżanów) droga gm. 001 1,200 Dzierżanów – gr. gminy Strachówka (wieś Piaski)                                                                                      | 1,2                 | 0                   | 1,2                 |
| 36 003              | 0 – Sulejów droga powiatowa nr 217 1,140 Wujówka 1,800 Wujówka – gr. gminy Strachówka (wieś Równe)                                                                                  | 1,8                 | 0                   | 1,8                 |
| 36 004              | 0 – Sulejów droga powiatowa nr 217 1,140 Sulejów – gr. gminy Strachówka (wieś Krawcowizna)                                                                                          | 1,14                | 0                   | 1,14                |
| 36 005              | 0 – Sitne droga woj. 636 1,292 Sitne – droga gminna nr 006 2,000 Sitne – droga gminna nr 026                                                                                        | 2,000               | 1,292               | 0,708               |
| 36 006              | 0 – Sitne droga gminna nr 005 2,270 droga pow. Obrąb (pow. Wyszków) | 2,270               | 2,270               | 0                   |
| 36 007              | 0 – Oble droga pow. nr 217 2,040 Nowinki – skrzyż. z 020 2,470 Wólka Sulejowska 5,067 Wólka Sulejowska droga pow. nr 216                                                            | 5,067               | 3,017               | 2,050               |
| 36 008              | 0 – Urle droga powiatowa nr 203 1,230 Dębe Duże 3,280 Dębe Małe 4,270 Szewnica (Olszyny)- droga pow. 203                                                                            | 4,270               | 0                   | 4,270               |
| 36 009              | 0 – Zawiszyn droga pow. nr 205 1,745 Myszadła 2,457 Myszadła droga pow. nr 206 | 2,484               | w budowie           | 2,484               |
| 36 010              | 0 – Myszadła droga powiatowa nr 206 1,240 Podmyszadła 2,650 Podbale 3,340 Podbale droga gminna 025 skrz. 3,730 Podbale – gr. gminy (wieś Jugi)                                      | 3,730               | 0                   | 3,730               |
| 36 011              | 0 – Oble droga pow. nr 217 0,290 Wyglądały 0,575 Wujówka 2,430 Wujówka droga powiatowa nr 216                                                                                       | 2,430               | 0                   | 2,430               |
| 36 012              | 0 – Myszadła droga powiatowa nr 206 0,480 Podbale 1,205 – droga powiatowa nr 212 – Podbale                                                                                          | 1,205               | 0                   | 1,205               |
| 36 013              | 0 – Kukawki droga gminna nr 018 0,750 Kukawki – gr. gminy Zabrodzie (wieś Basinów)                                                                                                  | 750                 | 0                   | 750                 |
| 36 014              | 0 – Myszadła droga powiatowa nr 206 0,874 Starowola 2,308 Starowola droga powiatowa nr 205                                                                                          | 2,308               | w budowie           | 2,308               |
| 36 015              | 0 – Nowy Jadów droga woj. 636 1,800 Borzymy 2,475 Borzymy droga pow. nr 205 | 2,475               | 0                   | 2,475               |
| 36 016              | 0 – Droga woj. nr 636 0 – 1,690 Wężówka (przejazd PKP) 1,690-1,755 przejazd PKP 2,280 Szewnica (Olszyny) droga powiatowa nr 203                                                     | 2,215               | 0                   | 2,215               |
| 36 017              | 0 – droga woj. 636 – Jadów (Zielona Droga) 1,630 droga gminna 001–Jadów–Ziel. Droga                                                                                                 | 1,630               | 0                   | 1,630               |
| 36 018              | 0 –Kukawki droga powiatowa nr 202 1,260 Kukawki – gr. gminy Zabrodzie (wieś Basinów)                                                                                                | 1,260               | 0                   | 1,260               |
| 36 019              | 0 – Sitne – droga gminna nr 005 0,150 – Sitne skrzyż. droga gminna 026 1,250 – Szewnica (skrzyż. dr. lokal. ew. 102) 1,290 – Sitne 3,420 – Sitne gr. gminy Zabrodzie (wieś Płatków) | 3,420               | 0                   | 3,420               |
| 36 020              | 0 – droga wojewódzka nr 636 – Oble 0,730 Nowinki 4,345 Sulejów – skrzyżowanie z 007 5,395 Sulejów – skrzyżowanie z drogą powiatową 217                                              | 5,401               | w budowie           | 5,401               |
| 36 021              | 0 – Letnisko Nowy Jadów (ul. Polna dr. pow. nr 201) 1,075 Nowy Jadów 2,025 Nowy Jadów – skrzyż. z gminną nr 022) 3,025 – Nowy Jadów droga powiatowa nr 204                          | 3,025               | 0                   | 3,025               |
|                     | |                     |                     |                     |
| 36 022              | 0 – droga gminna 015 Nowy Jadów 0,738 (droga powiatowa nr 201) 1,800 droga gminna 021 Nowy Jadów                                                                                    | 1,800               | 1,800               | 0                   |
| 36 023              | 0 – Starowola droga powiatowa nr 205 1,420 Starowola 1,835 Zawiszyn 2,950 – droga krajowa nr 50 – Zawiszyn                                                                          | 2,950               | 0                   | 2,950               |
| 36 024              | 0 – Starowola droga powiatowa nr 205 1,400 Myszadła 3,360 – droga powiatowa nr 206 – Myszadła                                                                                       | 3,360               | 0                   | 3,360               |
| 36 025              | 0 – Podbale – droga pow. nr 212 0,830 – Podbale – gr. gminy Korytnica (wieś Nowy Świętochów)                                                                                        | 0,830               | 0                   | 0,830               |
| 36 026              | 0 – Szewnica droga pow. Nr 203 0,940 Sitne 1,660 Sitne skrzyżowanie z drogą gm. 019 1,760 Sitne skrzyżowanie z drogą gm. 005 2,725 Sitne – gr. gminy Zabrodzie (wieś Karolinów)     | 2,725               | 0                   | 2,725               |
| 36 027              | 0 – Wujówka droga pow. nr 216 1,225 Sulejów 1,325 Sulejów skrzyżowanie z drogą gm. 003 2,305 – Sulejów – gr. gminy Strachówka (wieś Krawcowizna)                                    | 2,305               | 0                   | 2,305               |
| 36 028              | 0 – Sulejów droga pow. nr 217 0,780 Sulejów 1,430 Sulejów gr. gminy Tłuszcz | 1,430               | 0                   | 1,430               |
| 36 029              | 0 – Starowola droga pow. nr 205 0,100 Zawiszyn 2,365 Zawiszyn skrzyż. z drogą gm. 009                                                                                               | 2,365               | 0                   | 2,365               |
| 36 030              | 0 – droga gminna nr 005 Sitne 0,590 Szewnica 1,550 Szewnica droga pow. nr 203 | 1,550               | 0                   | 1,550               |
| 36 031              | 0 – Adampol (Pieńki) droga pow. nr 202 1,725 Adampol (ul. Józefa Kostrzewy) 1,795 Kukawki 2,125 Kukawki – droga pow. nr 202                                                         | 2,125               | 0                   | 2,125               |
| RAZEM               | |                     |                     |                     |
|                     | |                     |                     |                     |

#### Drogi lokalne
Przez obszar całego powiatu przebiegają dwie drogi krajowe o numerach 8 i 50 o łącznej długości 57 km (na terenie powiatu). Do najbardziej obciążonych jednojezdniowych odcinków dróg krajowych na obszarze powiatu wołomińskiego należy droga nr 8 na odcinku Radzymin – Wyszków, gdzie zanotowano natężenie ruchu przekraczające 15 000 pojazdów na dobę. Ponadto przez powiat przechodzą cztery drogi wojewódzkie o numerach 631, 634, 635 i 636 o łącznej długości 111 km. Do najbardziej obciążonych dróg wojewódzkich należy droga nr 631 na odcinku Ząbki – Warszawa, gdzie średnie obciążenie dobowe wynosi aż 25,879 pojazdów. Ważnym problemem komunikacyjnym jest modernizacja drogi wojewódzkiej nr 634 Warszawa – Wołomin – Tłuszcz – Jadów, oraz budowa ważnych dla powiatu dróg Miąse – Jadów i Chrzęsne – Sulejów – Strachówka, które zapewniają dogodne połączenie gmin między sobą oraz z Wołominem i Warszawą.

### Publiczny transport zbiorowy
Obsługę pasażerską mieszkańców gminy zapewnia komunikacja autobusowa i kolejowa. Podstawowym środkiem przewozowym w zakresie komunikacji zbiorowej jest autobus: PKS „Sokołów” S.A. z bazą centralną w Sokołowie Podlaskim i z zakładem w Węgrowie; prywatna komunikacja autobusowa – 3 linie oraz autobus szkolny dowożący dzieci do szkoły. Komunikacja autobusowa umożliwia powiązania Jadowa i gminy m.in. z Warszawą, Mińskiem Mazowieckim, Łochowem, Siedlcami, Węgrowem. Uzupełniającą rolę w przewozach pasażerskich pełni kolej PKP z przystankami w Szewnicy i Urlach, obsługując ruch na kierunku Warszawa – Białystok.

### Kolej
Przez obszar gminy Jadów przebiega dwutorowa linia kolejowa PKP o znaczeniu międzynarodowym relacji Warszawa – Białystok – Kuźnica Białostocka – granica państwa z przystankami osobowymi w Szewnicy i Urlach. Długość linii kolejowej w granicach gminy Jadów wynosi 9,3 km. Przez gminę w ciągu doby przejeżdża 25 pociągów osobowych, w tym 18 pośpiesznych z czego 1 ekspres Poznań – Białystok.

## Turystyka
Gmina Jadów jest bardzo atrakcyjna pod względem turystycznym. W gminie funkcjonuje wiele obiektów turystycznych, także wiele osób prywatnych zgłosiło działalność polegającą na wynajmowaniu pokoi gościnnych. Od kilku lat notuje się wzrost liczby turystów, w tym także turystów zagranicznych korzystających z oferty noclegowej.
Wyrazem walorów tej ziemi jest włączenie znacznej jej części w skład Nadbużańskiego Parku Krajobrazowego. Do szczególnych atrakcji przyrodniczych i turystycznych należy rezerwat „Śliż”. W gminie funkcjonuje wiele obiektów turystycznych, także wiele osób prywatnych zgłosiło działalność polegającą na wynajmowaniu pokoi gościnnych. Od kilku lat notuje się wzrost liczby turystów, w tym także turystów zagranicznych korzystających z oferty noclegowej. Oprócz wielu pensjonatów, domków do wynajęcia oraz ośrodków wczasowych, Urle oferują mnóstwo okazji do miłego spędzenia wolnego czasu na łonie natury. Turyści znajdą tu wspaniałe warunki do wypoczynku, wędrówek pieszych i rowerowych, zbierania grzybów i wędkowania. Wieś Urle leży wśród sosnowych lasów, które tworzą swoisty mikroklimat. Są tu dobre warunki do kąpieli i plażowania nad Liwcem. Przez teren powiatu wołomińskiego przechodzą fragmenty trzech znakowanych szlaków turystycznych:
- I. Szlak czerwony – „Piesza obwodnica warszawska”. – Wiedzie dookoła Warszawy a jej fragment na terenie powiatu przebiega przez wschodni skraj Ząbek, Zielonkę i Strugę. Wędrówkę można zacząć na stacji PKP w Zielonce. Na terenie miasta jest kilkadziesiąt okazałych drzew, pomników przyrody. W większości są to dęby, niektóre z nich mają obwód przekraczający 400 cm. Z Zielonki szlak wiedzie do Strugi przez piękne tereny leśne i liczne wydmy. Wielką atrakcją tego odcinka trasy jest uroczysko i rezerwat Horowe Bagno z kilkoma zbiornikami wodnymi. Bogata roślinność wodna i torfowiska oraz liczne brzozy stwarzają niepowtarzalny krajobraz. Nad jeziorkiem Kruczek pamiątkowa tablica w miejscu, gdzie Niemcy rozstrzelali ok. 150 Polaków. W Strudze szlak przechodzi obok pomnika w kształcie dwóch grunwaldzkich mieczy upamiętniającego walkę Żołnierzy Armii Krajowej. Przy przystanku autobusowym okazały dąb-pomnik przyrody o obwodzie 480 cm. Z tego miejsca można kontynuować wędrówkę do Nieporętu. Ten odcinek trasy jest również niezwykle malowniczy, wiedzie lasami, wydmami, a w ostatnim fragmencie wśród pól i łąk. Na trasie dwa skupiska dębów przy leśniczówce i parkingu w pobliżu szosy Warszawa – Białystok oraz przy osadzie gajowego, gdzie w skupisku znajduje się 20 dębów.
- II. Szlak zielony – „Krajoznawczy szlak przyrody i historii”.
- III. Szlak żółty – „Doliną Liwca”.

Liczne pomniki przyrody rozrzucone są po całej gminie. Czyste wody rzek spowodowały, że licznie osiedliły się tu bobry, wydry, raki oraz rzadkie gatunki ptaków. Rzeki obfitują w ryby, dzięki czemu można tu przyjemnie spędzić urlopowy czas z wędką. Korzystny mikroklimat tego regionu spowodował iż planowano tu lokalizację ośrodków sanatoryjnych. Uznaną renomą cieszą się np. Urle znane od początków XX w.
Kościół w Jadowie
Oryginalną formę posiada kościół parafialny pw. Znalezienia Krzyża św. w Jadowie, będący zdecydowaną i jedyną dominantą architektoniczną miejscowości. Jest to trzeci z kolei kościół w Jadowie. Pierwszy kościół w Jadowie wybudował w 1474 r. książę mazowiecki, Bolesław IV, natomiast jego konsekracji dokonał brat księcia, Kazimierz, biskup płocki w 1478 r. Parafia jadowska została erygowana znacznie później, bo dopiero w 1481 r.
W czasie najazdów szwedzkich pierwszy kościół został spalony wraz z miastem. W miejsce spalonego kościoła wybudowany został drewniany kościół przez ówczesnego proboszcza ks. Marcina Koźlińskiego. W 1882 roku, staraniem księdza Piotra Brzozowskiego zaczęto budować w Jadowie nowy kościół. Dziedzic hr. Zdzisław Zamoyski ofiarował na ten cel część funduszy. Świątynia zaprojektowana została przez znakomitego arch. Józefa Piusa Dziekońskiego, który na terenie województwa siedleckiego zaprojektował kilkanaście kościołów. Poszczególne elementy i detale architektoniczne kościoła jadowskiego reprezentują styl neoromański. Jednakże ogólny ton budowy, poprzez swój wertykalizm i duże powierzchnie otworów, znamionuje neogotyk.
Zespół dworski w Jadowie
Największym zespołem w tej grupie obiektów jest rezydencja dworska w Jadowie. Obecny zespół zachowuje wygląd z czasu gruntownej przebudowy po 1860 roku przez rodzinę Kotarbińskich, ówczesnych właścicieli majątku. Kotarbińscy władali majątkiem do 1945 roku, kiedy to majątek przejęto na Skarb Państwa i zamieniono na gospodarstwo rybackie. Zespół dworski położony jest na południowym skraju miejscowości. Otoczony polami uprawnymi od zachodu, od południa zespołem stawów rybnych, od wschodu zaś łąkami nad rzeką Osownicą.
Zabytkowe układy komunikacyjne
Mimo swego peryferyjnego położenia obszar obecnej gminy Jadów nie był całkowicie pozbawiony wielkich szlaków handlowych. Zasadnicze i bezpośrednie znaczenie w rozwoju poszczególnych miejscowości na obecnym terenie gminy Jadów, miała droga istniejąca w XVI w. i wiodąca z Warszawy poprzez Postoliska, Sulejów, Jadów, Łochów, Stoczek, Kosów do Nura i stąd rozchodząca się w różne kierunki. Stary trakt z powodzeniem może być uwzględniany w prowadzeniu na omawianym terenie szlaków turystycznych.
Drogi te bywały ogólnie dostępne, ale też mogły być przez właścicieli dóbr, przez które przechodziły, zamykane dla obcych. Na gościńcach, czyli drogach publicznych dostępnych dla wszystkich, odbywał się ruch o szerszym zasięgu. Łączyły one między sobą ośrodki handlu i administracji, a więc miasta będące miejscami targów i jarmarków, ośrodkami większych dóbr, stolicami województw ziem, powiatów, siedzibami biskupstw i archidiakonatów.
Sztuka ludowa
Rolnicza gmina Jadów wnosi do kultury powiatu wołomińskiego przede wszystkim propagowanie artystycznych ludowych i rodzimych wartości. Gminny Ośrodek Kultury każdego roku gromadzi artystów ludowych z powiatu i okolic na Powiatowym Przeglądzie Twórczości Ludowej i Rodzimej. Przegląd na stałe wpisał się już w jesienny kalendarz Jadowa. Przyjeżdżają tu rzeźbiarze i garncarze, malarze i muzycy, artyści znani w szerokim świecie i ci mniej jeszcze znani.
Kirkut
W lesie, 1,5 kilometra na zachód od rynku znajduje się dziewiętnastowieczna nekropolia żydowska. Cmentarz jest w stanie zaniedbanym, porastają go liczne drzewa. Zachowało się ok. 100 macew w różnym stanie – 20 przetrwało w całości. Nadal są widoczne dawne granice cmentarza dzięki zachowanemu ziemnemu obwałowaniu (ok. 50 metrów na 150 metrów). Wejście znajduje się od strony wschodniej.

## Struktura powierzchni
Według danych z roku 2002 gmina Jadów ma obszar 116,87 km², w tym:
- użytki rolne: 63%
- użytki leśne: 29%

Gmina stanowi 12,23% powierzchni powiatu.

## Sołectwa
Adampol, Borki, Borzymy, Dębe Małe, Dębe Duże, Dzierżanów, Iły, Kukawki, Letnisko Nowy Jadów, Myszadła, Nowinki, Nowy Jadów, Oble, Podbale, Podmyszadła, Sitne, Starowola, Strachów, Sulejów, Szewnica, Urle, Warmiaki, Wójty, Wólka Sulejowska, Wujówka, Wyglądały, Zawiszyn
Miejscowością podstawową bez statusu sołectwa jest wieś Wężówka.

## Sąsiednie gminy
Korytnica, Łochów, Strachówka, Tłuszcz, Wyszków, Zabrodzie